# Пашаев, Заур (самбист)
Заур Пашаев (род. 28 августа 1982 или 28 декабря 1982, Баку) — азербайджанский самбист и дзюдоист, серебряный призёр первенства мира по самбо среди юношей 1999 года, чемпион (2007), серебряный (2008) и бронзовый (2005, 2006) призёр чемпионатов Азербайджана по дзюдо, бронзовый призёр чемпионатов Европы по самбо 2005, 2008 и 2009 годов, бронзовый призёр чемпионата мира по самбо 2007 года.
Увлёкся борьбой в 1989 году. По самбо выступал в первой средней весовой категории (до 82 кг). Выпускник Бакинского пожарного техникума МЧС 2002 года. В 2006 году окончил Азербайджанскую государственную академию физкультуры и спорта. Тренер бакинского спортивного клуба «Judo club 2012». Участвует в международных соревнованиях по дзюдо среди ветеранов.
В июне 2013 года выиграл чемпионат Европы среди ветеранов в Париже.

## Чемпионаты Азербайджана
- Чемпионат Азербайджана по дзюдо 2005 года — ;
- Чемпионат Азербайджана по дзюдо 2006 года —  (до 81 кг);
- Чемпионат Азербайджана по дзюдо 2006 года —  (свыше 100 кг);
- Чемпионат Азербайджана по дзюдо 2007 года — ;
- Чемпионат Азербайджана по дзюдо 2008 года — ;